# Jeremy Powers
Jeremy Powers (Niantic, 29 juni 1983) is een Amerikaans veldrijder.

## Veldrijden
| 2005-2006 |   | 38e | NVT    | 19e    | | 0  |  |  |
| 2006-2007 |   |     | NVT    | 5e     | Camp Hill | 1  |  |  |
| 2007-2008 |   | 27e | NVT    | 10e    | Gloucester I, Philadelphia, Louisville I, Sterling, Rhode Island | 5  |  |  |
| 2008-2009 |   | 35e | NVT    | 19e    | Redmond, Burlington, Middletown, Cincinnati, Philadelphia, Etobicoke I | 6  |  |  |
| 2009-2010 |   | 41e | NVT    | 5e     | Sun Prairie I, Covington, Middletown, Cincinnati, Toronto II, Northampton I, Sterling I, Sterling II, Portland II                                                                        | 9  |  |  |
| 2010-2011 |   | 16e | NVT    | Brons  | Sun Prairie I, Louisville II, Portland I, Portland II, Gloucester I, Middletown, Cincinnati, Boulder, Sterling I, Sterling II                                                            | 10 |  |  |
| 2011-2012 |   | 26e | NVT    | Goud   | Breinigsville, St. Louis, Gloucester II, Fort Collins II, Louisville I, Louisville II, Bend I, Bend II, Covington, Cincinnati                                                            | 11 |  |  |
| 2012-2013 |   | 25e | NVT    | 6e     | Breiningsville I, Vegas, Sun Prairie I, Gloucester I, Providence I, Fort Collins I, Fort Collins II, Northampton I, Northampton II, Louisville I, Louisville II, Sterling II, Chicago II | 13 |  |  |
| 2013-2014 |   | 24e | NVT    | Goud   | Redmond, Waterloo I, Gloucester I, Gloucester II, Providence I, Boulder, Louisville II, Iowa I, Iowa II, Sterling I, Hendersonville I, Hendersonville II                                 | 13 |  |  |
| 2014-2015 |   | 32e |        | Goud   | Boulder I, Boulder II, Waterloo I, Waterloo II, Gloucester I, Gloucester II, Providence I, Rochester I, Mason, Iowa II                                                                   | 11 |  |  |
| 2015-2016 |   | 34e | Goud   | Goud   | Rochester I, Gloucester I, Gloucester II, Providence I, Waterloo I, Mason, Iowa II, Kingsport                                                                                            | 10 |  |  |
| 2016-2017 |   | 32e | Zilver | 24e    | Rochester I, Rochester II | 2  |  |  |
| 2017-2018 |   | 48e | DNS    | Zilver | Warwick I | 1  |  |  |
| 2018-2019 |   | DNS | DNS    | 5e     | | 0  |  |  |
|           |   |     |        |        | |    |  |  |
| Totaal    | 0 | 0   | 1      | 4      | 87 | 92 |  |  |